# Marco Kaminski (Leichtathlet)
Marco Kaminski (eigentlich Marek Kamiński; * 8. Februar 1964) ist ein Schweizer Marathonläufer polnischer Herkunft.

## Sportlicher Werdegang
Seine persönliche Bestzeit von 2:14:57 h erzielte er 1991 bei der Maratona d’Italia. Insgesamt wurde er sechsmal Schweizer Marathonmeister (1992, 1995, 1996, 1997, 2001 und 2004).
Seine grössten Erfolge hatte er beim Jungfrau-Marathon, bei dem er fünfmal siegreich war (1994–1997, 1999). Ausserdem gewann er fünfmal den Tessin-Marathon, zweimal den Liechtenstein-Marathon und je einmal den Reusslauf, den Winterthur-Marathon und den Marathon Rund um den Bielersee.
Ausserdem war er Sieger beim ersten Wings for Life World Run 2014 in der Schweiz mit einer Distanz von 56,51 km.
Marco Kaminski startet für den TV Olten, bei dem er auch die Vereinsrekorde im 5000- und 10'000-Meter-Lauf hält (14:33,89 min bzw. 29:56,30 min).